# Delicatesse

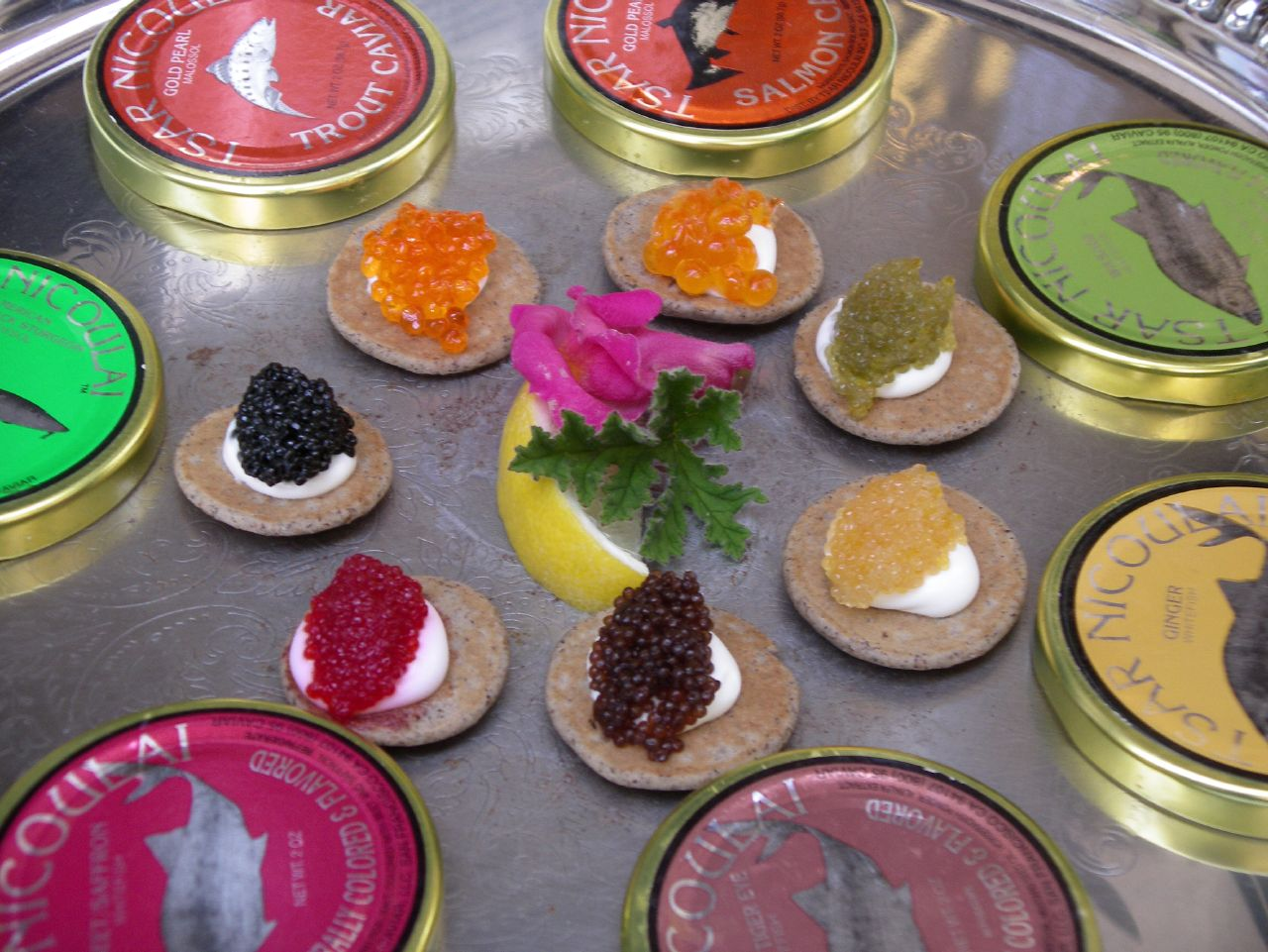
Verschillende soorten kaviaar.

Een delicatesse is een bijzondere, exclusieve en vaak cultuurgebonden lekkernij; voedsel dat als bijzonder smakelijk wordt beschouwd.
De cultuurgebondenheid blijkt er bijvoorbeeld uit dat bepaalde gerechten in het ene land (of streek) als een delicatesse worden beschouwd, maar in het andere land niet gegeten worden en onbekend zijn als gerecht. Bijvoorbeeld het eten van rauwe haring, zoals in Nederland gebruikelijk is, is in andere landen zeer ongebruikelijk. In Thailand worden gerechten met gefrituurde schorpioenen of schildpaddenvlees als delicatesse beschouwd. In Japan is fugu populair, dat wordt bereid uit de zeer giftige kogelvis. 
Veel delicatessen worden niet zozeer gewaardeerd om de smaak, maar vanwege de exclusiviteit. Bekende voorbeelden zijn haaienvinsoep, schildpadsoep en kaviaar. Ook sommige schimmels worden gewaardeerd, zowel de vruchtlichamen (paddenstoelen en truffels) als de schimmeldraden die geteeld worden in verschillende soorten kaas. Voorbeelden zijn Camembert, blauwschimmelkaas en brie. Een extreem voorbeeld van een delicatesse is Casu marzu, een kaas die gerijpt wordt door vliegenmaden.
Andere voorbeelden van delicatessen:
- kreeft
- krab
- oesters
- slakken

Sommige delicatessen staan er om bekend dat ze bij veel mensen juist niet geliefd zijn. Vaak hebben dergelijke etenswaren een element dat op zichzelf als onsmakelijk wordt beschouwd. Een voorbeeld is de doerian of stinkvrucht, die ruikt naar rotte eieren, maar desondanks als een lekkernij wordt beschouwd in Zuidoost-Azië. Of hákarl, een IJslands gerecht dat sterk ruikt naar ammonia. Bekend is ook de Limburgse stinkkaas rommedoe. Dergelijke producten worden vaak als verworven smaak omschreven.
In de literatuur komen soms ook fictieve delicatessen voor, 'fricassees'. Een voorbeeld daarvan is een gerecht dat werd opgevoerd in de komedie Ἐκκλησιάζουσαι (Ekklēsiázousai) van Aristophanes (446 v.Chr. – 386 v.Chr.), dat al eeuwen bekendstaat als het langste woord dat gebruikt is in de literatuur: lopadotemachoselachogaleokranioleipsanodrimhypotrimmatosilphioparaomelitokatakechymenokichlepikossyphophattoperisteralektryonoptekephalliokigklopeleiolagoiosiraiobaphetraganopterygon.